# Modisimus selvanegra
Modisimus selvanegra là một loài nhện trong họ Pholcidae. Loài này được phát hiện ở Nicaragua.